# Токмансайський сільський округ
Токманса́йський сільський округ (каз. Тоқмансай ауылдық округі, рос. Токмансайский сельский округ) — адміністративна одиниця у складі Алгинського району Актюбінської області Казахстану. Адміністративний центр — село Кайнар.
Населення — 1224 особи (2021; 1502 у 2009, 1731 у 1999, 1803 у 1989).
Станом на 1989 рік існувала Токмансайська сільська рада (села Октябрське, Олетти, Токмансай, селище Токмансай). 2015 року ліквідовано село Олетти.

## Склад
До складу округу входять такі населені пункти:
| Населений пункт             | Стара назва | Населення, осіб (1989) | Населення, осіб (1999) | Населення, осіб (2009) | Населення, осіб (2021) |
| --------------------------- | ----------- | ---------------------- | ---------------------- | ---------------------- | ---------------------- |
| Кайнар, село                | Октябрське  | 1041                   | 985                    | 845                    | 736                    |
| --Олетти, село              | -           | 203                    | 190                    | 106                    | -                      |
| Токмансай, село             | -           | 370                    | 354                    | 366                    | 346                    |
| Токмансай, станційне селище | -           | 189                    | 202                    | 185                    | 142                    |